# دیوید ریسمن (پزشک)
دیوید ریسمن (انگلیسی: David Riesman؛ ‏ ۱۸۶۷ – ۱۹۴۰) پزشک و آسیب‌شناس آلمانی‌تبار آمریکایی بود که بابت توصیف نشانهٔ ریسمن شناخته می‌شود. او دکترای پزشکی خود را در سال ۱۸۹۲ از دانشگاه پنسیلوانیا گرفت. وی چندین کتاب دربارهٔ آسیب‌شناسی و تاریخ پزشکی نوشت و از سال ۱۹۳۳ به بعد، استادِ رشتهٔ تاریخ پزشکی بود. وی پدرِ جامعه‌شناس نامدار آمریکایی دیوید ریسمن بود.